# Хвойнова поляна
Хвойнова поляна е планинска хижа в Източните Родопи. Намира се в резерват Гюмюрджински снежник и е на 900 метра надморска височина. В близост до хижата се намира малко езеро. Изходна точка е село Горно Къпиново. Стопанисва се от горско стопанство село Чекаларово.  Към 2020 година хижата не е функционираща и не приема туристи.
Хижата е изходна точка за изкачване на най-южната точка на България - връх Вейката.

## Съседни обекти
- връх Вейката – 3.30 часа
- поляна Трите кладенеца - 2 часа
- находище на защитена казашка хвойна - 50 минути
- находище на диворастящи малини - 30 минути
- находище на Родопски крем - 1 час

## Изходни точки
- село Горно Къпиново – 1.30 часа (4 километра)